# Max-Planck-Stiftung für Internationalen Frieden und Rechtsstaatlichkeit
Die Max-Planck-Stiftung für Internationalen Frieden und Rechtsstaatlichkeit ist eine gemeinnützige GmbH, die juristische Beratung und Fortbildungen in Konfliktgebieten und Transformationsstaaten durchführt. Sie wurde im Januar 2013 als hundertprozentige Tochter der Max-Planck-Gesellschaft mit Sitz in Heidelberg gegründet.

## Tätigkeitsbereiche
Zentrale Aufgaben sind die Förderung von Frieden, Rechtsstaatlichkeit und Menschenrechten und des Verständnisses von Rechtskulturen über Grenzen hinweg, sowie Forschung auf dem Gebiet des Völkerrechts und des ausländischen öffentlichen Rechts. Zu ihren handlungsleitenden Grundsätzen gehören Wissenschaftlichkeit, politische Neutralität und Unabhängigkeit.
Seit ihrer Gründung führte die Stiftung Beratungs- und Ausbildungsprojekte in unter anderem Afghanistan, Aserbaidschan, Bosnien und Herzegowina, Chile, Georgien, Indonesien, Jordanien, Kambodscha, Kirgisistan, Malediven, Mali, Marokko, Myanmar, Nicaragua, Pakistan, Somalia, Sri Lanka, Sudan, Südsudan sowie Vietnam durch. Dabei arbeitet sie nicht nur mit staatlichen Institutionen, sondern auch mit der Zivilgesellschaft in den Projektländern zusammen.

### Beratung
Die Stiftung unterstützt Staaten dabei, rechtsstaatliche Strukturen zu entwickeln und durchzusetzen. Dies erfolgt beispielsweise durch Beratung von verfassungsgebenden Versammlungen, Ministerien, Parlamenten und obersten Gerichten. Neben staatlichen Institutionen unterstützt sie auch Nichtregierungsorganisationen und andere, unabhängige Akteure. Ihre Beratungstätigkeit ist häufig mit Aus- und Weiterbildungsprojekten verbunden.
Methodisch nimmt dabei die Rechtsvergleichung eine wichtige Rolle ein. Durch die Analyse von Modellen und Praktiken, die in anderen Ländern zur Lösung bestimmter Probleme beigetragen haben, können die Experten der Stiftung Akteuren in den Beratungsländern die erforderlichen Kenntnisse vermitteln, um für ähnliche Probleme selbst Lösungen zu finden.
Neben der Unterstützung bei der Entwicklung und Durchsetzung rechtsstaatlicher Strukturen bietet die Stiftung auch Vermittlung in Konflikten an.

### Aus-/Weiterbildung
Die Stiftung bietet Aus- und Weiterbildungsmaßnahmen zu verschiedenen, meist juristischen Themen an. Zielgruppen dieser Aktivitäten sind in erster Linie Entscheidungsträger wie Parlamentarier, Richter und Ministerialbeamte sowie einflussreiche Vertreter der Zivilgesellschaft wie Anwälte, Universitätsdozenten und Religionsgelehrte.

### Grundlagenforschung
Ergänzend zu den Beratungs- und Weiterbildungsprojekten betreibt die Stiftung Grundlagenforschung und leistet damit Beiträge zur Theoriebildung im Bereich der Friedens- und Rechtsstaatsförderung. Wichtige Forschungsprojekte befassen sich mit Verfassungsentwicklungen, Rechtspluralismus und Antikorruption. Rüdiger Wolfrum und Tilmann J. Röder geben gemeinsam mit Frauke Lachenmann das Max Planck Yearbook of United Nations Law heraus.

## Entstehung
Die Tätigkeiten der Stiftung haben ihren Ursprung in der Arbeitsgruppe Globaler Wissenstransfer am Max-Planck-Institut für ausländisches öffentliches Recht und Völkerrecht, die ab 2002 vom damaligen Institutsdirektor Rüdiger Wolfrum und verschiedenen Projektleitern aufgebaut wurde.

## Organisation
Die Stiftung hatte 2020 39 wissenschaftliche Mitarbeiter und Referenten. Hinzu kommen ähnlich viele Mitarbeiter in den Verwaltung, IT, Projektmanagement sowie studentische Hilfskräfte. Der wissenschaftlich-entwicklungspolitische Beirat besteht aus einer Gruppe international bekannter Persönlichkeiten.
Seit Oktober 2019 sind Johannes Krusemark-Camin und Kathrin Maria Scherr Geschäftsführer. Die Stiftung finanziert ihre Arbeit im Wesentlichen durch Projektmittel aus dem Bundeshaushalt und von Organisationen der internationalen Zusammenarbeit (z. B. Auswärtiges Amt, EU).
In Kabul gründete Tilmann J. Röder gemeinsam mit afghanischen Mitarbeitern der Stiftung im Juni 2013 die nach einer ermordeten Kollegin benannte Hamida Barmaki Organization for the Rule of Law (HBORL), die zeitweise als lokaler Projektpartner fungierte.